# Dick Tracy (1990)
Dick Tracy is een Amerikaanse neo noir-film uit 1990 van regisseur Warren Beatty. De film is gebaseerd op de gelijknamige stripreeks van Chester Gould en beschikt over een groot aantal sterrenacteurs, zoals Warren Beatty, Al Pacino, Madonna, Charlie Korsmo, Dustin Hoffman, Glenne Headly, James Caan en Kathy Bates.
De film won drie Oscars en twee BAFTA's en wordt vooral geprezen om zijn productieontwerp en muziek.

## Verhaal
Detective Dick Tracy onderzoekt de moord op enkele gangsters. De daders werken in dienst van misdaadbaas "Big Boy" Caprice. Ze werden opgemerkt door een jongeman die zichzelf Kid noemt. Dick Tracy neemt de jongen onder zijn hoede en gaat de strijd aan met Big Boy. Maar de gevaarlijke misdaadbaas kan rekenen op de hulp van elke crimineel uit de stad. De detective wordt hun nieuwste doelwit.
Voor Dick Tracy komen er nog wat problemen bij, want de detective moet de verleidelijke danseres Breathless Mahoney proberen te weerstaan. Dat is geen evidente zaak voor de detective die een relatie heeft met de trouwe Tess Truehart. Kan Dick Tracy zowel zijn persoonlijk leven als de stad van de ondergang redden?

## Rolverdeling
| Acteur           | Personage                  |
| ---------------- | -------------------------- |
| Warren Beatty    | Dick Tracy                 |
| Glenne Headly    | Tess Truehart              |
| Al Pacino        | Alphonse "Big Boy" Caprice |
| Charlie Korsmo   | Kid                        |
| Madonna          | Breathless Mahoney         |
| Dustin Hoffman   | Mumbles                    |
| William Forsythe | Flattop                    |
| Dick Van Dyke    | D.A. John Fletcher         |
| Seymour Cassel   | Sam Catchem                |
| Charles Durning  | Chief Brandon              |
| Kathy Bates      | Mrs. Green                 |
| James Caan       | Spuds Spaldoni             |
| Paul Sorvino     | Lips Manlis                |
| Ed O'Ross        | Itchy                      |
| Mandy Patinkin   | 88 Keys                    |
| Catherine O'Hara | Texie Garcia               |

## Productie
Acteur en regisseur Warren Beatty bedacht in 1975 een concept voor een film rond de stripfiguur Dick Tracy. De rechten van de stripreeks waren in handen van producer Michael Laughlin, die in dienst van Tribune Media Services werkte. Laughlin kreeg de rechten echter niet doorverkocht aan de grote filmstudio's, waarna Floyd Mutrux en Art Linson de rechten in 1977 overnamen. Drie jaar later toonde United Artists interesse in het project. De bekende scenarist Tom Mankiewicz werd gevraagd om een scenario te schrijven, aangezien hij eerder al het script van de stripboekverfilming Superman (1978) verzorgd had. Dat was niet naar de zin van Chester Gould, de geestelijke vader van Dick Tracy. Hij wilde financiële en artistieke controle over het project.

Vervolgens trokken Mutrux en Linson naar Paramount Pictures. De studio creëerde een scenario en stelde Steven Spielberg voor als regisseur. Toen Paramount een beroep deed op Universal Studios om de film mee te financieren, schoof Universal John Landis als regisseur naar voor. De studio wilde bovendien Clint Eastwood voor de titelrol en Jim Cash en Jack Epps jr. als scenaristen. Op aanraden van Landis maakten Cash en Epps van het personage "Big Boy" Caprice de voornaamste slechterik en brachten ze het verhaal onder in de jaren 30. Max Allan Collins, die op dat ogenblik de stripreeks Dick Tracy schreef, las het scenario en vond het een verschrikkelijk verhaal.
Naast Beatty en Eastwood werden ook Harrison Ford, Richard Gere, Tom Selleck en Mel Gibson overwogen voor de hoofdrol. Na een tragisch ongeluk op de set van Twilight Zone: The Movie (1983), waar John Landis op dat ogenblik aan de slag was, besloot Landis het project rond Dick Tracy op te geven. Walter Hill nam het roer over en Joel Silver werd de nieuwe producer. Cash en Epps schreven een nieuw scenario en Hill benaderde Beatty voor de hoofdrol. De productie kon starten, maar nog voor de opnames begonnen, botsten de meningen van Hill en Beatty. De regisseur had een realistische en gewelddadige film in gedachten, terwijl Beatty een film wilde die op het gebied van stijl op de originele stripverhalen uit de jaren 30 leek. Beatty wilde bovendien een hoog salaris, hetgeen Universal weigerde.
Zowel Hill als Beatty stapte op, waarna Paramount besloot om het project anders te benaderen. De studio bedacht het plan om een er een lowbudgetfilm van te maken. Regisseur Richard Benjamin werd aan boord gehaald en Cash en Epps kregen een nieuwe kans. Universal was nog steeds niet tevreden en in 1985 keerden de rechten terug naar Tribune Media Services. Beatty wilde de rechten zelf bemachtigen en wilde ook de scenario's van Cash en Epps in handen krijgen. Pas toen producer Jeffrey Katzenberg van Paramount naar Walt Disney Motion Pictures Group verhuisde, ging de bal aan het rollen. Het project rond Dick Tracy dook terug op en Beatty werd genoemd als hoofdrolspeler, regisseur en producer. Even werd ook overwogen om de film te laten regisseren door Martin Scorsese. Uiteindelijk nam Beatty zelf de regie voor zijn rekening, hetgeen hij omschreef als een noodzaak.
Maar de acteur had geen goede reputatie als regisseur. Zijn vorige film, Reds (1981), was in de bioscoop geflopt en dat was ook Disney niet ontgaan. Daarom ondertekende Beatty een contract waarin hij toestond dat als de film over zijn budget heen ging, de kosten van zijn loon afgehouden mochten worden. Beatty herschreef samen met Bo Goldman enkele dialogen, maar ze werden daar later niet voor vermeld tijdens de aftiteling.
In 1988 kreeg Beatty de toestemming om aan de productie te beginnen. Het budget van de film stond vast op 25 miljoen dollar, maar liep uiteindelijk op tot 101 miljoen, waarvan 54 miljoen dollar naar de reclamecampagne ging. Disney financierde de film via dochterondernemingen Touchstone Pictures en Silver Screen Partners. Ook Mulholland Productions, het productiehuis van Beatty, investeerde in het project.

### Acteurs
Al Pacino was de eerste keuze van Beatty voor "Big Boy" Caprice, maar ook Robert De Niro werd overwogen. Madonna, die op dat moment een relatie had met Beatty, kreeg de rol van Breathless Mahoney. Ze wilde niet beschuldigd worden van vriendjespolitiek en dus aanvaardde ze een loon van slechts 35.000 dollar. Sean Young zei later dat zij de rol van Tess Truehart zou spelen, maar dat dit niet doorging nadat ze niet was ingegaan op de seksuele avances van Beatty. In 1989 zei Beatty het volgende: "I made a mistake casting Sean Young in the part and I felt very badly about it."

## Vervolg
Filmcritici oordeelden verdeeld. Op het technische vlak werd de film geprezen, maar inhoudelijk schoot de film volgens de meeste recensenten te kort. Sommigen vonden ook dat Warren Beatty als 52-jarige acteur te oud was voor de hoofdrol. De vormgeving en de muziek van de film werden het vaakst genoemd als pluspunten.
Ondanks de grote promotiecampagne van Disney werd de film geen groot succes. Er waren plannen voor een vervolg; vooral Warren Beatty had al een plan. De bedoeling was om een franchise te starten rond de film. Maar het matige succes van Dick Tracy zorgde ervoor dat de studio plannen voor een vervolgfilm schrapte. Beatty procedeerde later nog tegen Disney omdat hem de kans om een vervolgfilm te regisseren was afgenomen.

## Prijzen en nominaties

### Oscars
Gewonnen
- Best Music, Original Song - Stephen Sondheim (voor het nummer "Sooner or Later (I Always Get My Man)")
- Best Art Direction-Set Decoration - Richard Sylbert, Rick Simpson
- Best Makeup - John Caglione jr., Doug Drexler

Genomineerd
- Best Actor in a Supporting Role - Al Pacino
- Best Cinematography - Vittorio Storaro
- Best Sound - Thomas Causey, Chris Jenkins, David E. Campbell, Doug Hemphill
- Best Costume Design - Milena Canonero

### BAFTA Awards
Gewonnen
- Best Make Up Artist - John Caglione jr., Doug Drexler
- Best Production Design - Richard Sylbert

Genomineerd
- Best Actor in a Supporting Role - Al Pacino
- Best Editing - Richard Marks
- Best Costume Design - Milena Canonero
- Best Sound - Dennis Drummond, Thomas Causey, Chris Jenkins, David E. Campbell, Doug Hemphill
- Best Special Visual Effects - Het special-effects team

### Golden Globes
Genomineerd
- Best Motion Picture - Comedy/Musical
- Best Performance by an Actor in a Supporting Role in a Motion Picture - Al Pacino
- Best Original Song - Motion Picture - Stephen Sondheim (voor het nummer "Sooner or Later (I Always Get My Man)")
- Best Original Song - Motion Picture - Stephen Sondheim (voor het nummer "What Can You Lose?")